# Ramaria ignicolor
Ramaria ignicolor är en svampart som beskrevs av Corner 1950. Enligt Catalogue of Life ingår Ramaria ignicolor i släktet Ramaria,  och familjen Gomphaceae, men enligt Dyntaxa är tillhörigheten istället släktet Ramaria,  och familjen Ramariaceae. Arten är reproducerande i Sverige. Inga underarter finns listade i Catalogue of Life.